# Dactylorhiza dufftii
Dactylorhiza dufftii är en orkidéart som först beskrevs av Heinrich Carl Haussknecht, och fick sitt nu gällande namn av Eduard Peitz. Dactylorhiza dufftii ingår i Handnyckelsläktet som ingår i familjen orkidéer. Inga underarter finns listade i Catalogue of Life.